# Myriam von Schrebler
Myriam Ester Schrebler García (Valparaíso, Chile, 22 de mayo de 1930 - Madrid, España, 23 de diciembre de 2006) fue una cantante y 
productora discográfica chilena, conocida especialmente con su hermana Sonia von Schrebler como dúo Sonia y Myriam.

## Biografía
Hija de Augusto Schrebler y de la cantante Cora Santa Cruz, comenzó su carrera como dúo vocal junto a su hermana Sonia a la edad de once o diez años en 1941 en Radio Carrera. Al año siguiente se hicieron sus primeras grabaciones. Aparecieron como el dúo Sonia y Myriam hasta 1950 y entre 1957 y 1964, cuando realizaron giras de conciertos a través de Chile, Argentina, Brasil, Cuba, México, Venezuela y Estados Unidos. 
Sonia y Myriam estrenaron muchos de los boleros mas conocidos en Latinoamérica y España. Fueron unas artistas de vanguardia, por sus voces afinadas y sus arreglos vocales, lo dijeron grandes músicos como Paquito Rivera, Valentín Trujillo o Nino García y lo corroboró el público que por todo el continente americano y a lo largo de varias décadas las veneró.
Después de la separación del dúo, Myriam Schrebler trabajó como productora discográfica, primeramente en Chile para discos Philips, y posteriormente en España para los sellos Columbia y RCA, llegando a trabajar con artistas como Julio Iglesias, Nino Bravo y Nydia Caro.
En 1979, fundó el sello discográfico SYM Producciones con su hermana Sonia en Santiago de Chile en el que, bajo la dictadura de Pinochet, se empeñó en s, acar a la luz la voz y música de talentos grabando a músicos como Hugo Moraga, Eduardo Gatti, Gloria Simonetti, Oscar Andrade, Miguel Piñera, Mazapán, su hija la cantautora Cristina González (actualmente conocida como Cristina Narea), Los Jaivas y un álbum de Sonia interpretando canciones de Violeta Parra. 
Fue jurado en el Festival Internacional de la Canción de Viña del Mar del año 2000 y del Festival del Huaso de Olmué de 2001. En el año 2002 participó en el documental «La Cuba mía» dirigido por Óscar Gómez. Junto a su hermana Sonia recibieron la distinción de «figuras fundamentales de la música chilena» de la SCD el año 2000. En 2005 dieron su último concierto juntas en el Teatro Municipal de Viña del Mar con la orquesta de Juan Azúa.
Myriam Schrebler murió de un tumor cerebral el 23 de diciembre de 2006 en Madrid, España. Sus hijos permanecieron conectados a la música: Carlos Narea como productor de música y de grandes conciertos en España y América, Paula Narea como directiva discográfica y como directora de Gettin en México y España, y Cristina Narea como cantautora, artista plástica y poeta. Actualmente sus tres hijos viven en España.